# C'est presque sérieux
C'est presque sérieux est une émission de radio diffusée sur les ondes de La Première de la rentrée 2014 au 30 août 2021.
Présentée par Walid et plusieurs chroniqueurs, l'émission se déroule chaque jour entre 16 h et 17 h 30 et propose une revue de l'actualité sur le ton de l'humour. L'émission se poursuit le samedi et le dimanche sous forme de best of.

## Chroniqueurs
Cette radio belge est composée de nombreux chroniqueurs tels que Mickael Albas, Christophe Bourdon, Corentin Candi,, Vincent Collin, Georges D., Gilles Dal, Christophe Deborsu, Charlotte Dekoker, Gaëtan Delfèriere, Éric De Staercke, Salvatore Di Bennardo, Manu Di Pietro, Frédéric Du Bus,, Vincent Flibustier, Olivier Fraipon, Cédric Gervy, Cindya Izzarelli, Frédéric Jannin, Jean-Jacques Jespers, Anne Löwenthal, Florence Mendez, Matthieu Peltier, Raoul Reyers, Catherine Ronvaux, Pierre Scheurette, Céline Scoyer, Edgar Szoc, Freddy Tougaux, Aurore Van De Winkel, et encore Chloé Von Arx.

## Émissions liées
- Le Jeu des dictionnaires
- La Semaine infernale